# Oskrba Ljubljane s pitno vodo
Mesto Ljubljana z okoliškimi naselji se oskrbuje s pitno vodo preko osrednjega vodovodnega sistema, ki se napaja iz vodonosnika Ljubljanskega polja in vodonosnikov Ljubljanskega barja, poleg tega pa tudi iz lokalnih virov, ki napajajo lokalne vodovode Prežganje, Mali vrh pri Prežganju, Šmarna gora in Pijava gorica.
Osrednji vodovodni sistemu se napaja s podzemno vodo preko črpališč, od koder se voda zbira v vodarnah (Kleče, Jarški prod, Brest, Šentvid in Hrastje) ter preko hidropostaj, vodohranov in prečpalnic pošilja po primarnem vodovodu do sekundarne mreže vodovodnih cevi in terciarnih hišnih priključkov do uporabnikov.
Pitna voda v osrednjem sistemu ima primerno vsebnost kalcija in magnezija, osvežilen okus, ki ji ga dajejo stalna temperatura, v vodi prisotna ogljikov dioksid in kisik ter mikrobiološka čistost. Klorirana je le občasno. Voda v lokalnih vodovodnih sistemih, ki se napajajo iz lastnih, lokalnih zajetij podzemne vode (izviri ali vodnjaki) ali ustrezno prečiščene površinske vode je klorirana.
Vodovodni sistem je v upravljanju javnega podjetja Vodovod- Kanalizacija (VO-KA) Mestne občine Ljubljana.

## Vodovodni sistem mesta Ljubljana z okolico
Vodovodni sistem mesta z okolico sestoji iz osrednjega vodovodnega sistema in štirih lokalnih vodovodov Prežganje, Mali vrh pri Prežganju, Šmarna gora in Pijava gorica.

## Osrednji vodovodni sistem
Osrednji vodovodni sistem sestoji iz 1100 km cevovodov, ki so glede na dobo vgradnje iz litoželeza, jekla, polietilena, polivinil klorida, azbest-cementa, novejši deli pa iz nodularnih litin. Hišni priključki so iz polietilena. Najstarejši aktivni del vodovoda je star 120 let.
Na sistem je priključenih 315.000 prebivalcev preko 40.500 priključkov.
Sistem sestoji iz :
- 44 črpališč
- 5 vodarn
- 19 vodohranov skupne prostornine 21.000 m3
- 11 prečrpalnic
- 20 hidropostaj
- 9600 hidrantov

### Naselja v oskrbi
Ljubljanska naselja se oskrbujejo iz različnih med seboj povezanih vodarn.
  
- Vodarna Kleče

Bežigrad, Ježica, Kleče, Šiška, Koseze, Vodmat, Center, Poljane, del Rožne doline, del Prul
- Vodarna Šentvid

Rašica, Gameljne, Šmartno, Tacen, Brod, Vižmarje, Šentvid, Gunclje, Stanežiče, Medno, Dvor, Pržan, Dolnice, Glince, Podutik, Dravlje, Kamna Gorica, Trata
- Vodarna Jarški prod

Sneberje, Zadobrova, Obrije, Tomačevo, Nove Jarše, Črnuče, Dobrava pri Črnučah, Nadgorica, Podgorica, Šentjakob, Brinje, Beričevo, Videm, Dol pri Ljubljani, Kleče pri Dolu, Zaboršt pri Dolu, Zajelše, del Podgore, Dolsko, Petelinje, del Kamnice, Vinje, Hrib, Osredke, Senožeti, Laze pri Dolskem  
- Vodarna Brest

del Vrhovcev, Kozarje, Bičevje, Komanija, Podsmreka, Hauptmance, Rakova Jelša, Sibirija, del Viča, Murgle, naselja ob Tržaški cesti od Dolgega mostu do Brezovice, Črna vas
- Vodarna Hrastje, Jarški prod

del Most, Fužine, Bizovik, Dobrunje, Zadvor, Sostro, Sadinja vas, Zavoglje, Vevče, Spodnji in Zgornji Kašelj, Zalog, Polje, Novo Polje, Podgrad
- Vodarna Kleče, Brest

del Viča, del Vrhovcev, del Rožne doline, Trnovo, Brdo, Bokalci, Grič
- Vodarna Kleče, Hrastje, Jarški prod

del Most, Štepanjsko naselje, Štepanja vas, Kodeljevo, Spodnja Hrušica, Zgornja Hrušica, del Prul
- Vodarna Kleče, Hrastje,  Brest,

Rakovnik, Galjevica, Ilovica, Rudnik, Lavrica, Škofljica, Babna Gorica, Lanišče, Lisičje, Daljna vas, Srednja vas, Zadnja vas, Gumnišče, Glinek, Gorenje Blato, Zalog pri Škofljici, Klanec

### Vodovarstvena območja
Vodonosniki Ljubljanskega polja, ki napajajo vodarne Kleče, Hrastje, Jarški prod in vodonosniki Ljubljanskega barja, ki napaja vodarno Brest so s predpisi Vlade Republike Slovenije zavarovani z vodovarstvenim režimom.
Vodovarstveni režimi so določeni na podlagi strokovnih kriterijev, določenih s predpisom, ki temeljijo predvsem na dolžini potovalnega časa podzemne vode preko vodonosnikov.
Kakovost stanja vodnih virov podzemne vode in površinske vode se preverja v skladu s predpisi o vodah in varstvu okolja, ustreznost vode za pitje, ki izteka iz vodovodnega sisitema pa še po predpisih o zdravstvenem varstvu.

## Lokalni vodovodi
Štirje lokalni vodovodi Prežganje, Mali vrh pri Prežganju, Šmarna gora in Pijava gorica sestojijo iz: 
- 8 črpališč
- 12 vodohranov s skupno prostornino 2500 m3

Vodovarstveni režimi vodnih virov lokalnih vodovodov so določeni s predpisi pristojne občine.
Prve najdbe javnih vodovodnih in kanalizacijskih ureditev segajo v dobo rimske Emone. Prebivalci so se oskrbovali iz virov pitne vode v hriboviti okolici (vodovod izpod Golovca proti Mestnemu trgu) ali iz vodnjakov znotraj Emone (Kongresni trg), odpadne vode pa so iztekale po zbirnih kanalih v Ljubljanico. Za naselbine na današnjem območju naselij Podutik, Koseze, Dravlje so Rimljani zgradili javni vodovod iz izvira Zlatek v Podutiku .
V času od srednjega veka do 19. stoletja ni ohranjenih dokazov o izgradnji novih javnih vodovodov, ljudje so se preskrbovali z vodo iz bližnjih studencev in vodnjakov. Zgodovinski viri pa kažejo na to, da so  vodovode zgrajene v času Rimljanov, na primer vodovod Golovec-Mestni trg uporabljali vse do potresa v letu 1511, vodovod v Podutiku pa vse do leta 1737. 
Prve  zasnove sodobnih javnih kanalizacijskih in vodovodnih sist
emov so pričele nastajati šele v 19. stoletju, ko se je v začetku 19. stoletja začelo graditi po manjših delih novo kanalizacijsko omrežje, proti koncu 19. stoletja pa je stekla tudi gradnja javnega vodovoda. Ta je bil zasnovan po načrtih Oskarja Smrekarja, inženirja strojništva, tedaj priznanega načrtovalca vodovodov v Evropi. Vodovod je bil končan v letu 1890, ko je voda prvič pritekla v 606 ljubljanskih hiš.
Vodovod  je bil zasnovan na vodnjakih vodarne Kleče, ki so črpali podzemno vodo s štirimi parnimi črpalkami zmogljivosti 3384 m3/dan, primarnem vodovodu v dolžini 27.326 m in vodohranu na Rožniku s prostornino 3.030 m³.
Mestni svet je ob otvoritvi vodovoda sprejel  tudi „Pravilnik za izgotavljanje vodovodnih naprav pred hišami in po hišah mesta ljubljanskega“ in „Določila o dobivanju vode iz vodovoda mesta Ljubljanskega“. 
Šele v letu 1899 je bil na podlagi urbanistične zasnove popotresne Ljubljane zasnovan tudi nov kanalizacijski sistem, katerega avtor je bil Jan Vladimir Hrasky, profesor na tehnični visoki šoli v Pragi. Njegova izgradnja pa je pričela šele v letu 1916 s prvim delom kanalizacijskega zbiralnega kanala na levem bregu Ljubljanici v centru mesta, čeprav  najdemo prve ostanke javne kanalizacije na Lipičevi ulici že iz leta 1905. Izgradnja na desnem bregu je sledila šele v letu 1933.
V obdobju 1908-1910 pride do prve razširitve vodovodnega sistema. Poveča se zmogljivost vodarne Kleče na 9000 m3/dan, dograjen je bi nov povezovalni cevovod od Kleč do vodohrana Rožnik, premera 400 mm, dolžine 5,2 km, ki je omogočil priključitev še dodatnih 762 hiš, skupaj 1368 hiš.
Do leta 1928 se zmogljivost vodarne Kleče poveča na 27.000 m3/dan, dolžina celotnega vodovodnega omrežja pa doseže 127 km.
Do večjih sprememb vodovodnega in spremljajočega kanalizacijskega sistema je prišlo ponovno šele po letu 1940, ko so parni pogon črpalk v vodarni Kleče nadomestili z električnim, na Rožniku pa je bil leta 1945 izgrajen še nov vodohran s prostornino 2.162 m3, leta 1953 pa dana v obratovanje tudi nova vodarna Hrastje, leta 1955 pa še vodarna Šentvid.
V letu 1955 je bil sprejet tudi prvi odlok o zaščiti vodnih virov podzemne vode, "Odlok o zaščitnem pasu", ki je bil leta 1977 nadgrajen z "Odlokom o varstvenih pasovih vodnih virov v Ljubljani in ukrepih za zavarovanje voda".
Na kanalizacijski sisitem se je v letu 1956 prvič priključila čistilna naprava za odpadne komunalne vode na Brodu in šele deset let kasneje še čistilna naprava Črnuče.
V času od leta 1981 do 1989 se je mesto širilo in poraba vode se je hitro povečevala, zato sta bili v vodooskrbni sisitem priključeni še dve novi vodarni, v letu 1981 vodarna Brest, ki vodo črpa iz vodonosnikov Ljubljanskega barja in v letu 1982 vodarna Jarški prod, ki črpa vodo iz vodonosnikov Ljubljanskega polja. Leta 1989 se je število črpališč v vodarni Kleče povečalo na 16. Razširjen sisitem vodooskrbe je zahteval tudi razširjeno varstvo vodnih virov, zato je bil leta 1988 sprejet
nov "Odlok o varstvu virov pitne vode".
V devetdesetih letih je širitvi vodooskrbnega sisitema sledila še širitev in nadgradnja kanalizacijskega sisitema, predvsem z izgradnjo 1. faze centralne čistilne naprave Ljubljana (CČN), ter obnovo čistilne naprave Črnuče v letu 2001. Izgradnja 2.faze CČN je sledila šele v letu 2005, ko je začelo njeno poskusno obratovanje.
Po letu 1991 je kot odziv na družbene spremembe sledila tudi organizacijska sprememba v letu 1951 ustanovljenega podjetja Kanalizacija Ljubljana. Za upravljanje z vodooskrbnim in kanalizacijskim sisitemom mesta Ljubljana je bil ustanovljen Holding mesta Ljubljana, družba za upravljanje z javnimi podjetji, v okviru katere je bilo ustanovljeno javno podjetje Vodovod-Kanalizacija d.o.o.(VO-KA).  
Po letu 1998 je VO-KA, kot odziv na evropske okoljske standarde pridobila certifikat sistema vodenja kakovosti ISO 9001. V letu 2003 je za področje kemijskega preizkušanja kakovosti vode pridobila akreditacijske listine Slovenske akreditacije LP-023 skladno s sisitemom SIST EN 17025, v letu 2004 pa še za kontrolo vodomerov hladne vode akreditacijsko listino Slovenske akreditacije št.K-041 po sisitemu SIST EN 17020.
V skladu z Zakonom o vodah, Ur.list RS št.57/2002 so bili v letu 2004 in letu 2007 sprejeti predpisi Vlade RS o vodovarstvenem območju za vodno telo vodonosnika Ljubljanskega polja in vodno telo vodonosnikov Ljubljanskega barja in okolice Ljubljane.
V letih po 2009 so v teku predvsem projekti izboljšanja delovanja vodooskrbnega in kanalizacijskega sisitema, programi za izboljšano kontrolo kakovosti pitne vode in izboljšanje stopnje čiščenja odpadnih voda. 